# 小作慣行調査
小作慣行調査（こさくかんこうちょうさ）とは、第二次世界大戦前に政府が行った小作制度および慣行に関する調査。

## 概要
農地改革以前、日本の農業における小作農の占める割合は大きく、1898年（明治31年）の統計で全国の農家の27.2％が小作農、全国の農地の45.5％が小作地であった。こうした状況下において、小作制度を巡る各種の問題に対応するために政府機関による様々な調査が行われた。
統計等調査結果が公表された調査として知られているのは、以下のものである。
- 1880年（明治13年）『全国民事慣例類集』－司法省
- 1885年（明治18年）『明治十八年小作慣行調査抄』－農商務省
- 1912年（大正元年）『小作慣行ニ関スル調査資料』－農商務省
- 1921年（大正10年）『大正十年小作慣行調査』－農商務省
- 1936年（昭和11年）『小作調査事情』－農林省

各自の調査とも小作契約の締結・時期、小作料の料率・納入・滞納などに関して調査を行っており、不合理な小作慣行の是正や小作争議への対応への資料として用いられた。